# Freeman Dyson
Freeman John Dyson (Crowthorne, Berkshire, 15 december 1923 – Princeton (New Jersey), 28 februari 2020) was een in Engeland geboren Amerikaans natuurkundige. 
Hij is bekend geworden door zijn werk op het gebied van kwantummechanica, vastestoffysica en zijn deskundigheid bij de ontwikkeling van kernreactors. Ook is hij bekend vanwege zijn interesse in buitenaardse beschavingen en sciencefiction. Hij was een actief voorstander van afschaffing van kernwapens en van internationale samenwerking.
In 1989 ontving Dyson de Matteucci Medal. In 2000 won hij de Templeton-prijs.
Freeman Dyson is de zoon van de Britse romantisch componist George Dyson en de jurist en sociaal werker Mildred Atkey.

## Carrière
Gedurende de Tweede Wereldoorlog werkte Dyson voor het RAF Bomber Command. Hij raakte hierbij in conflict met de militaire bureaucratie door voor te stellen om per Lancaster bommenwerper twee geschutskoepels te verwijderen ten gunste van de snelheid en manoeuvreerbaarheid. Hij studeerde wiskunde in Cambridge (Verenigd Koninkrijk) en werd hoogleraar natuurkunde in 1951. Hij kwam nooit toe aan promoveren, maar ontving wel een twintigtal eredoctoraten. Hij hield zich aanvankelijk bezig met rekenwerk over kwantummechanica. Tussen 1957 en 1961 werkte hij in een team aan Project Orion, een door kernenergie aangedreven ruimteschip. Sceptisch was hij over de noodzaak van een "theorie van alles" in de natuurkunde.

## Andere activiteiten

### Biotechnologie
Dyson voorspelde biologische producten die zonlicht direct omzetten in vloeibare brandstof. Hij stelde in de zestiger jaren ook voor om planten genetisch zodanig te manipuleren dat ze in kunstmatig vervaardigde holle ruimten van kometen zouden kunnen groeien, gevoed door zonlicht, om op die manier voedsel en zuurstof te produceren.

### Dysonschil
Dyson stelde in het tijdschrift Science in 1961 dat een technisch geavanceerde beschaving haar zon zou omhullen met een schil, bestaande uit (losse) grote bewoonbare eenheden. In de sciencefiction is dit idee wel vervormd tot een solide schil die de zon geheel omgeeft.

### Ruimte-onderzoek
Dyson was voorstander van ruimteonderzoek en voorspelde door mensen bewoonde kolonies in de ruimte. Hij was een van de eersten die wetenschappelijk onderzoek naar buitenaards leven voorstonden.

### Wetenschap en religie
Dyson was een niet-dogmatisch christen. Hij was van mening dat wetenschap en religie elk hun eigen blik op de wereld hebben. En “beide (gezichtspunten) hebben recht op respect”.

### Klimaatverandering
Volgens Dyson werden de problemen veroorzaakt door klimaatverandering ernstig overdreven waardoor aandacht en geld wordt weggenomen van andere problemen zoals m.b.t. armoedebestrijding en onderwijs. Hij had voorts bezwaar tegen de wijze waarop met kritiek op 'opwarming van de aarde propaganda' wordt omgegaan; naar zijn mening zijn alle opvattingen over klimaatverandering relevant om tot een redelijke oplossing te komen.